# Campen (computerspelterm)
Campen is een activiteit die gamers kunnen uitoefenen in een computerspel. Als een speler campt, betekent dat hij voor langere tijd op één plaats in een spel blijft wachten in plaats van het level of spel te verkennen. Dit heeft vaak tot doel om voordeel te behalen tegenover andere spelers.

## Etymologie
Campen komt van het Engelse woord camping of to camp. In letterlijke zin betekent dit kamperen of intrek nemen op een vaste plek.

## First-person shooters
In first-person shooters komt het regelmatig voor dat spelers campen. Er kan bijvoorbeeld gewacht worden op een plek waarvan een speler weet dat er regelmatig andere spelers langslopen. Op het moment dat er een speler langsloopt kan deze neergeschoten worden, zonder dat deze speler een kans heeft zich te verdedigen. 

### Spawn
Een soort van campen, spawn-campen genaamd wordt door veel gamers gezien als onsportief gedrag. Een spawncamper wacht op een bepaalde positie waar andere spelers het spel binnenkomen, of opnieuw tot leven komen. De speler die tot leven komt heeft meestal geen kans om zich te verdedigen. 
Sommige spellen hebben daarom "spawn protection" oftewel een beveiliging tegen deze manier van campen. Deze beveiliging kan op meerdere manieren gerealiseerd worden, bijvoorbeeld door een speler enkele seconden onsterfelijk te maken als hij opnieuw tot leven komt. Ook kunnen de spawn-plekken semi-willekeurig gekozen worden, waarbij iemand alleen kan spawnen op een plek waar geen vijand in de directe omgeving is. Op deze manier spawnen spelers altijd op een veilige plek.

### Sniper
Snipers komen veel voor in spellen met grote open maps zoals de Halo-serie of Unreal Tournament. Een sniper is ook een camper, want elke sniper zit eigenlijk lang stil op dezelfde plaats om een groot gebied te overzien, de term campen wordt hiervoor alleen niet gebruikt aangezien dat dubbelop zou zijn. Een sniper heeft als wapen een scherpschuttersgeweer (Engels: sniper-rifle) waarmee vanaf grote afstand spelers met één of enkele schoten kunnen worden uitgeschakeld.

## Online role-playing games
In online role-playing games, specifiek bijvoorbeeld een MMORPG, is het mogelijk te wachten op een plek waar een zeldzaam monster of voorwerp steeds opduikt. Een andere tactiek kan zijn om te wachten op de plek waar een speler of spelers weer tot leven komen. Deze zijn dan vaak gemakkelijke doelwitten.